# Sphaerodactylus sabanus
Sphaerodactylus sabanus is een hagedis die behoort tot de gekko's en de familie Sphaerodactylidae.

## Naam en indeling
De wetenschappelijke naam werd voor gepubliceerd door Cochran in 1938. De soortaanduiding sabanus betekent vrij vertaald 'van Saba' en slaat op een deel van het verspreidingsgebied.

## Verspreiding en habitat
De soort komt voor in delen van de Antillen en leeft op de eilanden Saba, Nevis en Saint Kitts. De habitat bestaat uit droge tropische en subtropische bossen. Ook in door de mens aangepaste streken zoals landelijke tuinen kan de hagedis worden gevonden.

## Beschermingsstatus
Door de internationale natuurbeschermingsorganisatie IUCN is de beschermingsstatus 'veilig' toegewezen (Least Concern of LC).